# Ledebouria mokobulanensis
Ledebouria mokobulanensis är en sparrisväxtart som beskrevs av Hankey och T.J.Edwards. Ledebouria mokobulanensis ingår i släktet Ledebouria och familjen sparrisväxter. Inga underarter finns listade i Catalogue of Life.